# District d'Akumi
Le district d'Akumi (飽海郡, Akumi-gun) est un district situé dans la préfecture de Yamagata, sur l'île de Honshū, au Japon.

## Géographie

### Démographie
En 2003, la population du district d'Akumi était de 36 844 habitants répartis sur une superficie de 635,31 km2 (densité de population de 58 hab./km2).

### Divisions administratives
Le district d'Akumi est constitué du seul bourg de Yuza.

## Histoire
Les bourgs de Hirata, de Matsuyama et de Yawata faisaient partie du district jusqu'en 2005, date à laquelle ils ont intégré la ville de Sakata.